# Super deformed

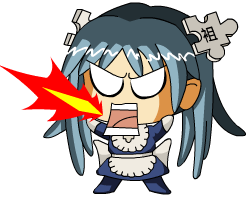
Super deformed Wikipe-tan.

Super deformed of 'SD' is een specifieke stijl van Japanse karikatuur. Bij deze stijl worden personages getekend op een overdreven manier, meestal met een klein dik lichaam, korte armen en benen en een overdreven groot hoofd. Op die manier lijken ze op kleine kinderen.
De stijl wordt door sommige fans ook wel Chibi genoemd, hoewel dat in feite een ander concept is. Super deformed geniet vooral voorkeur bij veel amateurtekenaars daar het makkelijker te tekenen is dan standaard animestijl.
Super deformed-stijl wordt in animeseries vaak toegepast om een emotie van de personages (vooral woede) sterk te benadrukken. Er zijn echter ook series die geheel in super deformed-stijl worden getekend. De tekenstijl heeft inmiddels ook zijn intrede gedaan in niet-Japanse series zoals The Super Hero Squad Show. 